# Don Carlo (film)
Don Carlo è un film per la televisione diretto da Franco Zeffirelli nel 1992, ripresa televisiva di una rappresentazione dell'allestimento dello stesso Zeffirelli del Don Carlo di Giuseppe Verdi in scena al Teatro alla Scala di Milano. Per l'occasione l'Orchestra del Teatro alla Scala era condotta da Riccardo Muti.

## Trama
Don Carlo, infante di Spagna, incontra Elisabetta di Valois a Fontainebleau nel 1568 e subito se ne innamora. La giovane corrisponde i suoi sentimenti, ma il Re di Francia ha concesso la sua mano a Filippo II, sovrano della Spagna e padre di Carlo. Don Carlo confida il suo dolore a Rodgrigo nel convento di San Giusto e il giovane consiglia al principe di lasciare la Spagna e recarsi nella Fianre. Carlo consegna a Rodgrigo un messaggio d'addio per Elisabetta – ormai sposata con Filippo – chiedendolo un ultimo incontro prima della partenza. Elisabetta non è indifferente a Carlo, ma resiste alla sua corte e decide di rimanere fedele ai voti nuziali.
Filippo trova la moglie sola dopo il congedo da Carlo e rispedisce la dama di compagnia, la contessa d'Arember, in Francia. Il re si è accorto dei sentimenti tra il figlio e la moglie e ne parla con Rodrigo. A una festa a Madrid, Carlo si incontra con una dama velata che lui crede essere Elisabetta ma che in realtà è la principessa di Eboli; respinta da Carlo, decide di vendicarsi. Rodgrigo cerca di calmare la principessa di Eboli mentre sulla piazza della Madonna d'Atocha vengono arsi degli eretici. I deputati fiamminghi guidati da Don Carlo chiedono al re la fine delle persecuzioni nelle Fiandre, ma Filippo li etichetta come ribelli. Ciò manda su tutte le furie Carlo, che si avventa sul padre con la spada sguainata ma viene fermato in tempo dda Rodrigo, che viene nominato duca da Filippo in segno di riconoscenza. Il Grande Inquisitore però chiede a Filippo di condannare al rogo Carlo e Rodrigo. Elisabetta interrompe il colloquio per denunciare la scomparsa di uno scrigno che le appartiene e che si trova ora sul tavolo di Filippo, essendole stato sottratto per vendetta dalla principessa di Eboli.
Filippo apre il cofanetto, vi trova un ritratto del figlio e accusa la moglie di adulterio. Elisabetta nega inutilmente e intercede per lei la principessa di Eboli, che si dichiara pentita e decide si ritirarsi in convento per espiare le proprie colpe. Mentre Don Carlo langue in prigione riceve una visita di Rodrigo, che gli annuncià che avrà salva la vita dato che lui si è autoaccusato di tradimento. Carlo stenta a crederci ma un colpo di archibugio sparato a tradimento uccide Rodgrigo e l'infante viene liberato di prigione dal padre, mentre il popolo inneggia il suo nome. Nel convento di San Giusto, Elisabetta prega sulla tomba di Carlo V affinché l'amato Carlo abbia salva la vita. Il principe arriva per darle un estremo addio, dato che ha deciso di tornare nelle Fiandre per combattere per la libertà. Filippo II e il Grande Inquisitore irrompono nel chiostro e credono che i due innamorati siano colpevoli. Ma quando provano ad arrestare Carlo, la tomba dell'imperatore si spalanca, il suo spirito si impossessa del discendento omonimo e lo salva portandolo con sé.